# Bresche

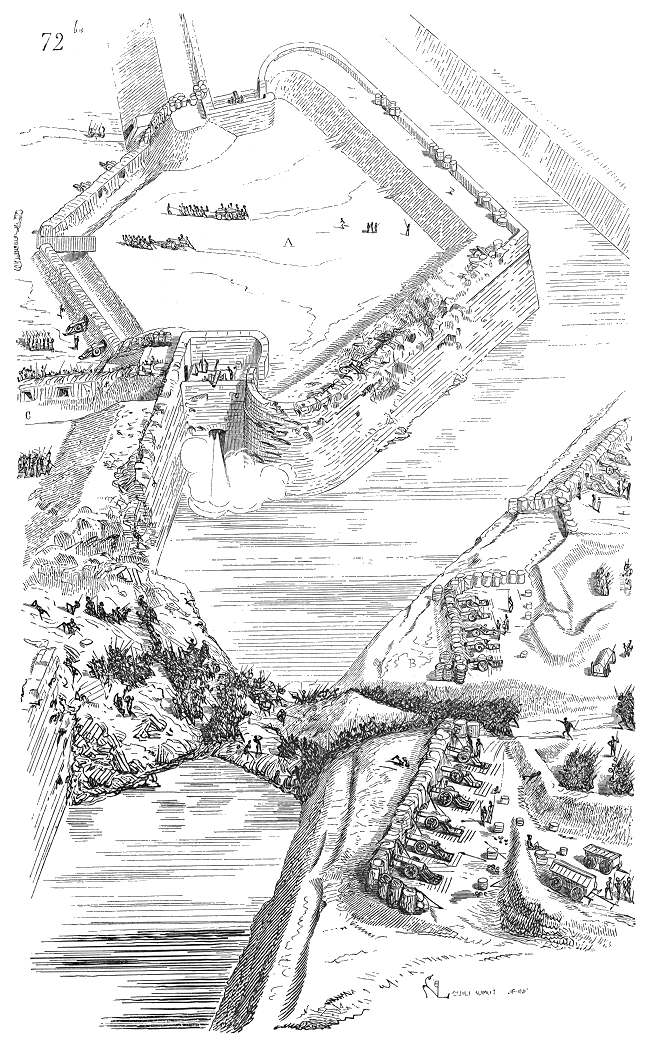
Bresche in einem Festungswall des 17. Jahrhunderts

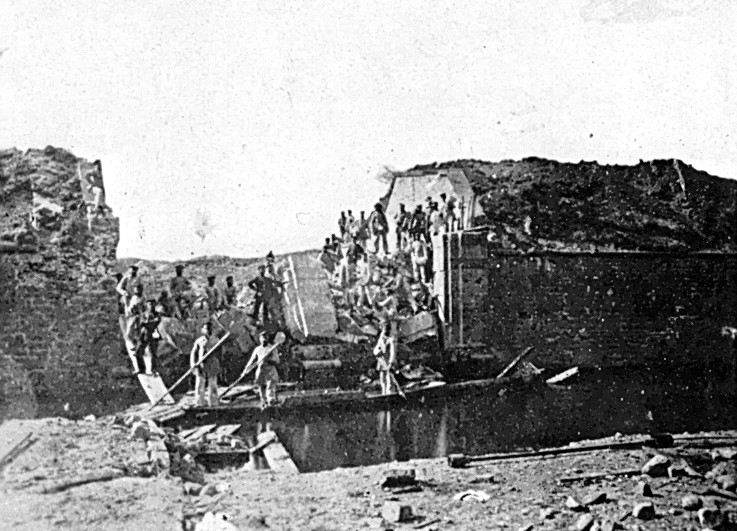
Belagerung von Straßburg 1870: deutsche Soldaten haben eine Bresche geschlagen

Eine Bresche ist eine Lücke, die von Angreifern in eine Burg- oder Festungsmauer gerissen wird, um einen Sturmangriff zu ermöglichen. Die Bezeichnung kam zu Beginn des 17. Jahrhunderts auf und wurde von dem französischen Wort „brèche“ abgeleitet, welches wiederum dem altfränkischen Wort „breka“ für „brechen“ entlehnt wurde.
Bei mittelalterlichen Befestigungsanlagen (Burg- oder Stadtmauern) wurden Breschen mit Hilfe von unterirdischen Stollen (Sappen) vorbereitet, die das Fundament der Mauern an einer Stelle aushöhlten, welche dann mit der Unterstützung von Belagerungsgerät zum Einsturz gebracht werden konnten. 
Mit der Einführung des Schießpulvers im 14. Jahrhundert wurde die Effektivität solcher Unterminierungen gesteigert, indem Sprengsätze unter den Mauern gezündet wurden. Zusätzlich wurden im 15. Jahrhundert Geschütze entwickelt, deren Geschosse genug Durchschlagkraft besaßen, um Mauerwerk aus größerer Entfernung mühelos zum Einsturz zu bringen. Als Folge davon wurde die Mauerhöhe verringert, ihre Stärke vergrößert und die Mauern mit weit herausragenden Bastionen bestückt, was das Schlagen einer Bresche erschwerte. Mit Schanzarbeiten näherte man sich mühsam den Bastionen, um sie aus kurzer Distanz unter Geschützfeuer zu nehmen und so eine Bresche zu erzeugen. In der Frühen Neuzeit setzte es sich allgemein in Europa durch, dass den Verteidigern einer Festung nach dem Schlagen der ersten Bresche die Kapitulation nahegelegt wurde. Lehnten diese ab, fühlten sich die Belagerer nicht mehr verpflichtet, die Belagerten nach der Erstürmung der Festung zu verschonen. Das Erstürmen einer Bresche war meist ein gefährliches Unterfangen. Die Verteidiger bildeten oftmals eine dichte Infanterieformation hinter der Bresche und hielten Materialien wie Holz und Erde zum provisorischen Schließen einer Maueröffnung bereit. Zudem konnten die Angreifer von angrenzenden Bastionen aus beschossen werden. Ein Angriff auf eine Bresche war für die Angreifer sehr verlustreich, da sie nicht nur von den Verteidigern mit vorbereiteten Feuerstellungen erwartet wurden, sondern zusätzlich durch die steile Schräge gebremst und zusammengedrängt wurden. Wegen dieser hohen Gefahr wurde zuerst ein aus Freiwilligen bestehendes Himmelfahrtskommando vorausgeschickt.
Das Wort Bresche wird in der heutigen Kriegsführung nur noch im übertragenen Sinne gebraucht, etwa als andere Bezeichnung für „Durchbruch“. Auch redensartlich wird das Wort verwendet, zum Beispiel wenn man „für jemanden in die Bresche springt“ (d. h. jemanden unterstützt, indem man ihn/sie verteidigt und/oder (Teile) seiner/ihrer Aufgaben übernimmt).

## Beispiele für eine Breschenschlacht
- Belagerung von Badajoz (1812)